# П'єтроаса (Кимпінянка, Вранча)
П'єтроаса (рум. Pietroasa) — село у повіті Вранча в Румунії. Входить до складу комуни Кимпінянка.
Село розташоване на відстані 162 км на північний схід від Бухареста, 5 км на захід від Фокшан, 77 км на північний захід від Галаца, 117 км на схід від Брашова.

## Населення
За даними перепису населення 2002 року у селі проживали 522 особи, усі — румуни. Усі жителі села рідною мовою назвали румунську.